# Crotalaria mesopontica
Crotalaria mesopontica är en ärtväxtart som beskrevs av Paul Hermann Wilhelm Taubert. Crotalaria mesopontica ingår i släktet sunnhampor, och familjen ärtväxter.

## Underarter
Arten delas in i följande underarter:
- C. m. glabrescens
- C. m. mesopontica